# 楚鐸夫修道院

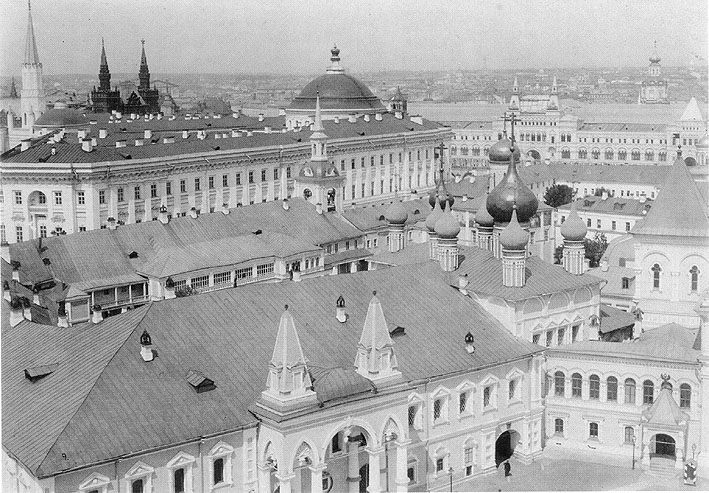
1883年的楚鐸夫修道院

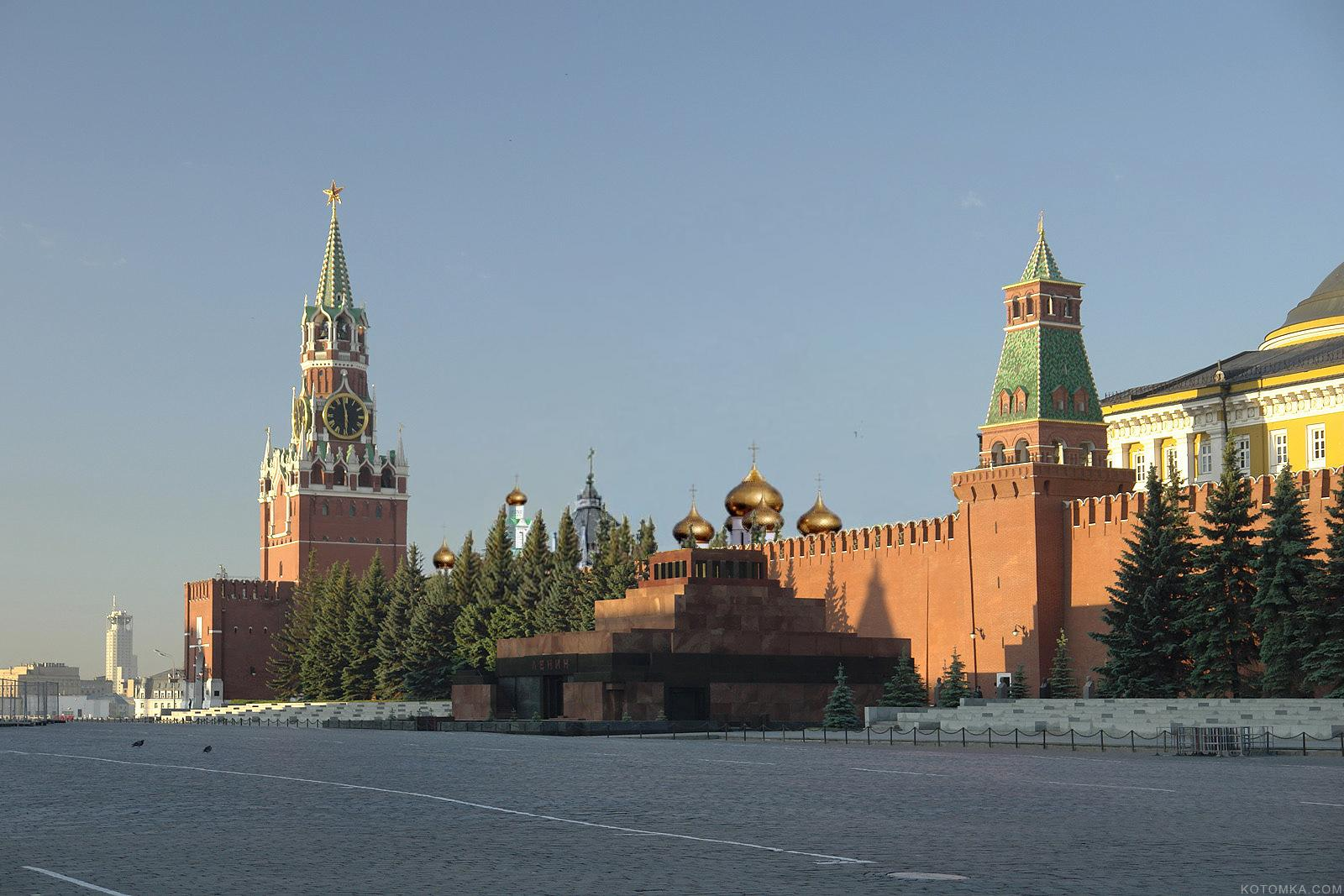
未来复建完成楚铎夫修道院建筑群后的红场效果图

楚鐸夫修道院（Чу́дов монасты́рь）是一座位於莫斯科克里姆林宮內的一座已經被拆除的修道院。楚鐸夫修道院始建於1358年，此後經歷過多次擴建。1917年十月革命之後，由於新的蘇俄政府鼓吹無神論意識形態，楚鐸夫修道院在1918年被關閉，並在1929年被拆除。楚鐸夫修道院內的手稿等珍貴文物則被轉移到俄羅斯國家歷史博物館。